# Älvsborg
För andra betydelser, se Älvsborg (olika betydelser).
Gamla Älvsborg, eller Älvsborgs slott, var från 1300-talet till 1600-talet en betydelsefull befästningsanläggning vid Göta älvs utlopp. Fästet låg på den södra sidan av älven, strax väster om det senare byggda Göteborg på den plats där Klippan (som är en del av primärområdet Kungsladugård) ligger idag. Numera är det en ruin och de ännu synliga lämningarna härrör från renässansslottet. Alla lämningar efter medeltidsborgen är försvunna.

## Etymologi
Ortnamnet betyder troligen borgen vid älvens mynning (älvöse-borg). Öse i västsvenska ortnamn betyder åmynning liksom os, till exempel Lödöse. Enligt Svenskt Ortnamnslexikon kallades orten bland annat år 1366 för Eluesborgh.

## 1300-talet – den första borgen
Den första borgen i Älvsborg byggdes före 1366, då ett "hus" (medeltida beteckning på borg) omnämns i den så kallade Ålholmstraktaten. Borgen som var byggd i trä, och dess slottslän var då förlänat som pantlän av kung Håkan Magnusson. Han löste lånet och återfick Älvsborg senast 1370. Drottning Margareta pantsatte dock åter borgen år 1377.

## 1400-talet
Under Engelbrektsupproret överlämnades Älvsborg till upprorsmännen 1436 av den tyske befälhavaren Mattias van Kaalen, men den brändes inte, till skillnad från många andra borgar, av Engelbrekts folk som leddes av marsken Karl Knutsson (Bonde). 
Borgen belägrades 1439 av norska styrkor under Johan Umreise, som byggde en belägringsskans intill borgen. Norrmännen gav dock upp efter tio veckors resultatlös belägring då befälhavaren Ture Stensson (Bielke) erhöll betydande manskapsförstärkningar. Ture Stensson dog samma år och ersattes som hövitsman av Gustav Olofsson (Stenbock), äldre ätten.
Åren 1452 och 1455 försvarades fästningen med framgång av Tord Bonde mot Kristian I:s angrepp. Under oklara omständigheter överlämnade dock Gustav Olofsson 1455 borgen till den norske riddaren Olav Nilsson (Skanke) och den kom därvid även i kung Kristian I:s händer. Danskarna innehade sedan Älvsborg med korta avbrott fram till 1471, då borgen återerövrades av svenska trupper.

## 1500-talet

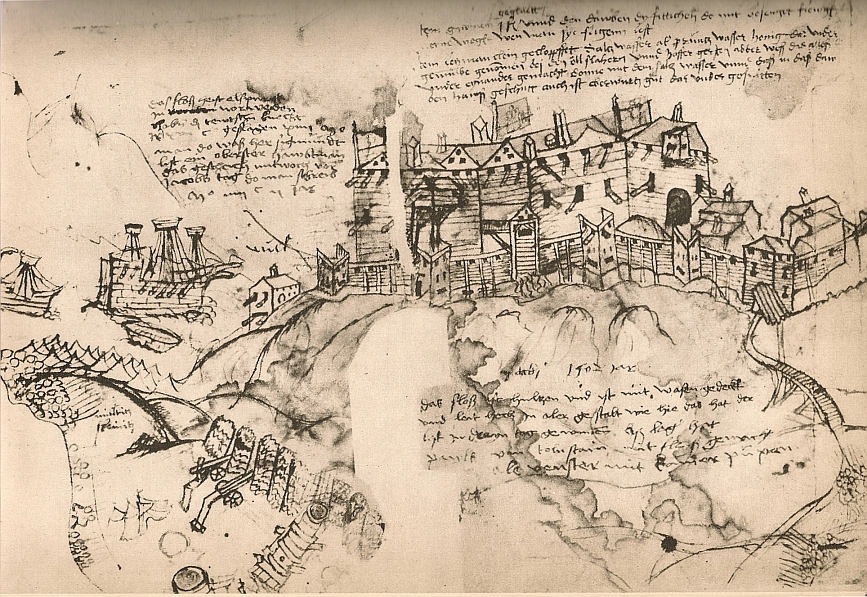
Belägringen av Älvsborgs träborg 1502. Samtida teckning av Paul Dolnstein.

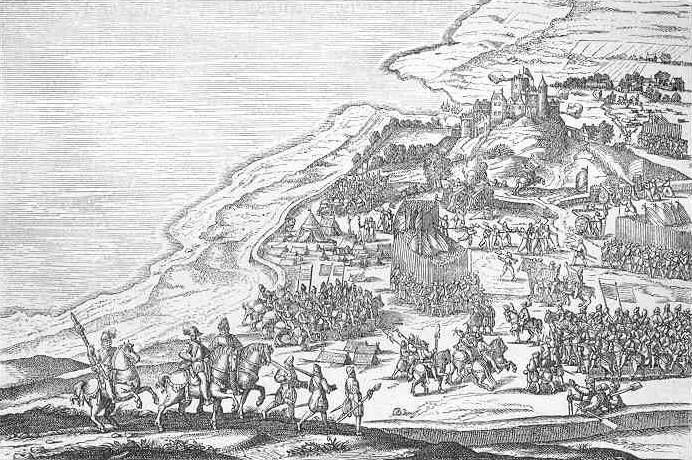
Älvsborg intas av Fredrik II av Danmark den 4 september 1563. Kopparstick.

År 1502 anfölls befästningen av prins Kristian (sedermera Kristian II), som brände ned träborgen. Från bevarade uppgifter vet man att borgen då var bemannad med en styrka på 140 man. Från detta år finns också en teckning av borgen, utförd av Paul Dolnstein som varit brobyggarmästare i kurfursten Fredrik den vises av Sachsen tjänst och sedermera som landsknekt i Kristians här deltagit i belägringen av Älvsborgs fästning. 
1519 sattes fästningen åter i skick för dansk räkning genom Karl Knutsson av Tre Rosor varefter den stannade i danskarnas händer till 1523, då den vid deras avtåg brändes ned igen. Den återuppbyggdes under 1520-talet och under Gustav Vasas tid lade man ned stora resurser på Älvsborg, "effter thett ähr hampnen och nykelen för alle thesse landzender till Westersiönn, och porten emellan Norige och Hallandt". Fästningen förstärktes och blev en stenborg under Erik XIV:s styre.
1563, under Nordiska sjuårskriget, angrepps fästningen av danskarna och för att hindra dem brände svenskarna själva ned det lilla samhälle som vuxit fram sydväst om borgen, den så kallade Älvsborgs stad och stadsborna tvingades att flytta tillbaka till Nya Lödöse. Men trots detta erövrades fästningen av danskarna efter svagt motstånd den 4 september 1563. År 1565 belägrades Älvsborg förgäves av Per Brahe d.ä.. I freden i Stettin 1570 tvingades svenska staten, att betala en lösesumma på 150 000 riksdaler silvermynt, vilken skulle betalas inom tre år för att området inte skulle tillfalla danskarna. Detta var en del av Älvsborgs lösen.
År 1571 tvingades än en gång de som bosatt sig kring Älvsborg att flytta och denna gång till Gullberg. Älvsborg förstärktes sedan från 1573 och 1575 uppgjordes en modell för hur Älvsborg skulle befästas. Fram till 1585 förbättrade man sedan slottets försvarsverk och ytterligare från 1593 till 1611. Ett blockhus byggdes 1611–1612 på Skinnareklippan som låg mitt för Älvsborgs slottsport.

## 1600-talet

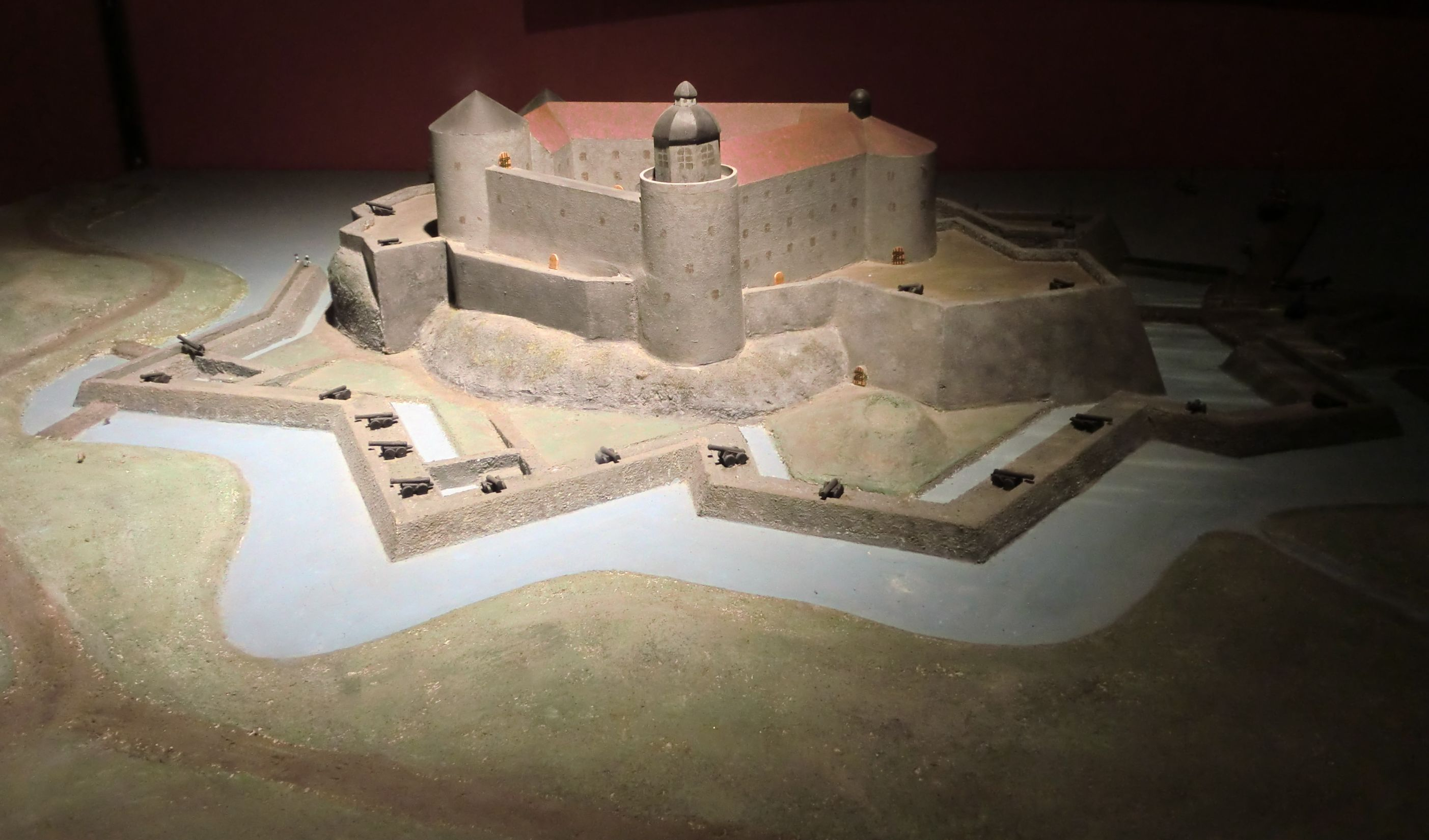
Älvsborgs slott, vy från söder cirka 1650. Modell på Göteborgs Stadsmuseum.

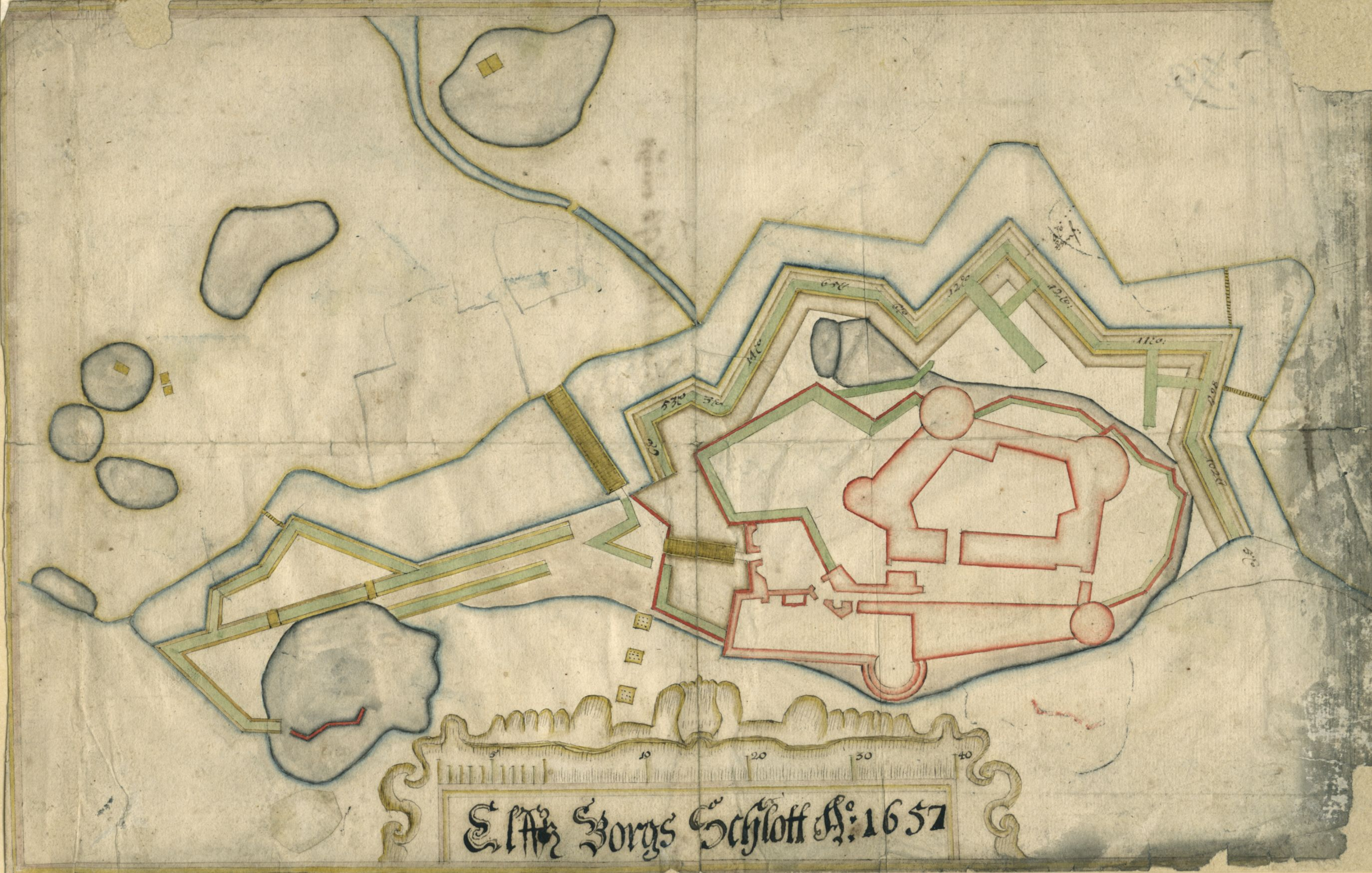
Ritning över Älvsborgs slott 1657, vy från norr (Göta älv). Källa: Krigsarkivet

Den 22 maj 1612, under Kalmarkriget, erövrade danskarna fästningen igen men denna gång efter ett hårdare försvar lett av Olof Stråle. Danskarna stod på den plats som idag kallas Sannabacken och bombarderade fästningen med kanonkulor tills svenskarna gav upp. Denna gång blev lösesumman bestämd i freden i Knäred 1613 till 1 miljon riksdaler silvermynt (Rdr) att betalas i 4 delbetalningar under 6 år och under denna period tillhörde Älvsborg Danmark som inte lämnade den förrän 1619. Se Älvsborgs lösen. 
Efter detta reparerade och förstärkte svenskarna fästningen både 1624 och under 1630- och 1640-talen, på Skinnareklippan byggdes en skans 1634 och ett retranchement 1639. Under tiden hade dock tidsenligare befästningar anlagts på Stora Billingen och Kyrkogårdsholmen, så den gammalmodiga Älvsborg som även led av den strategiska nackdelen med närliggande berg förlorade sin forna betydelse. Johan Wärnschiöldh väckte därför 1650 frågan om dess rasering. Älvsborg var dock "i godt värn" 1654, då där arbetades på graven och utanverken, och under krigsåren 1656–1658 iståndsattes den fullständigt, men den 20 juli 1660 beslutade regeringen att Älvsborg skulle raseras genom sprängning, dock skulle mycket av inredningen med mera överföras till befästningen på Kyrkogårdsholmen. År 1661 blev även Älvsborgs namn överflyttat till denna nya befästning, som kom att kallas Nya Elfsborg. Under årens lopp användes fästningen som stenbrott och 1673 var raseringen slutförd.

## Idag
Av slottet Älvsborg återstår idag bara ruiner som skyddas av en takkonstruktion. Området har grävts ut ett flertal gånger av arkeologer under 1900-talet. Under perioder har man talat om att restaurera detta historiska minnesmärke och i samband med att nya bostäder byggs intill har frågan om upprustning än en gång aktualiserats.

## Älvsborgs Kungsladugård
Till slottet hörde kungsgården Älvsborgs Kungsladugård. Kungsladugårdens ägor omfattade områden söder och öster om slottet och utgjorde de västliga delarna av Örgryte socken i Sävedals härad.
När staden Göteborg byggs på 1600-talet revs Älvsborgs slott men kungsladugården och dess marker bibehölls och tillföll landshövdingen i Älvsborgs län. Markerna utgjordes då av ett antal hundra hektar innefattande Majorna, Slottsskogen och Änggården.
Under 1700-talet växte staden utanför stadsgränsen på kungsladugårdens marker och oplanerad bebyggelse växte fram där. I Majorna, längs Allmänna vägen, som följer älven från staden till Klippan, arrenderades tomter ut för olika verksamheter och enklare bostäder. Skyddad av landshövdingen förblev dock Slottsskogen obebyggd, men Änggården öster därom köptes ut från kungsladugården.
År 1868 införlivas kungsladugårdens mark i Göteborgs stad och ligger i Göteborgs Karl Johans distrikt.

## Bildgalleri

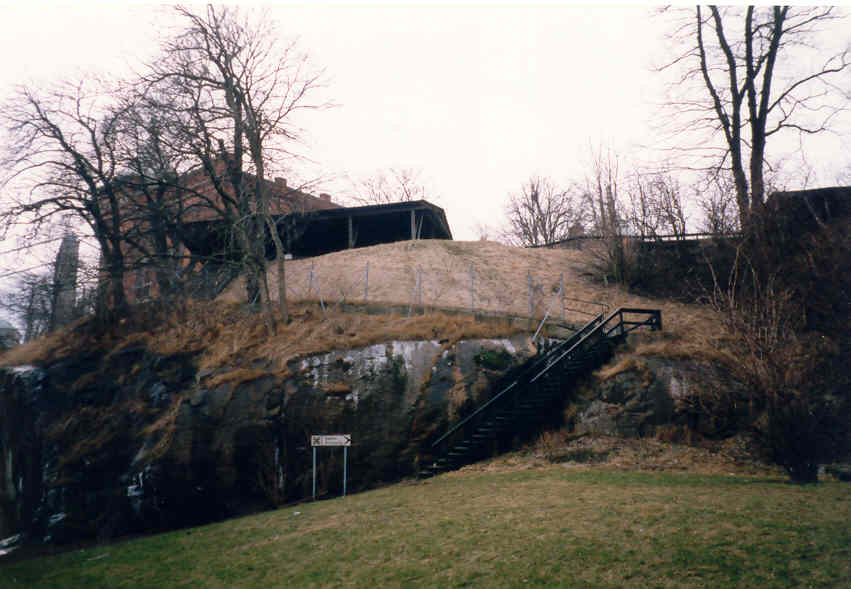
Älvsborg, bild 1.
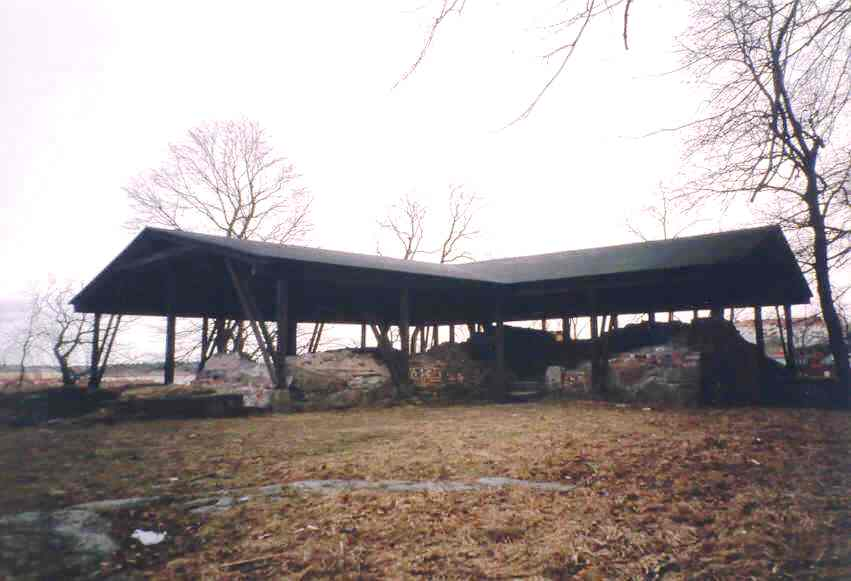
Älvsborg, bild 2.
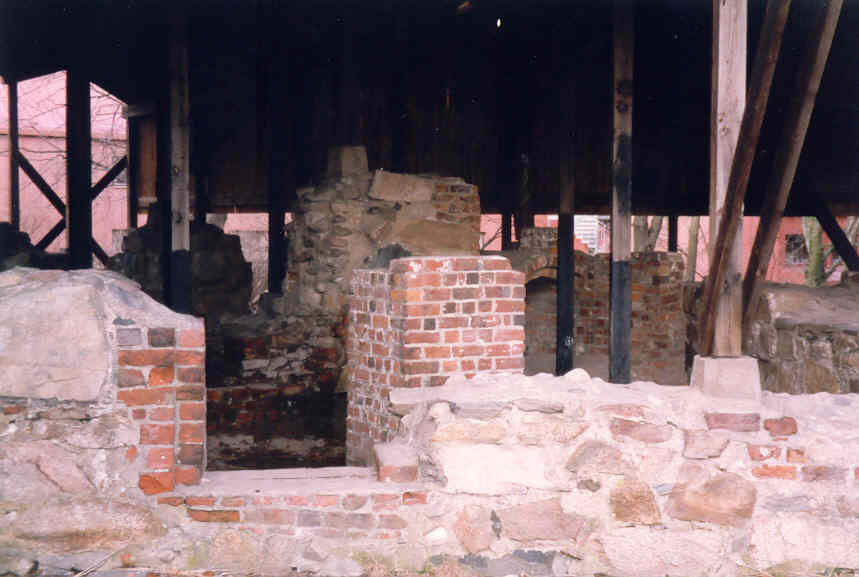
Älvsborg, bild 3.
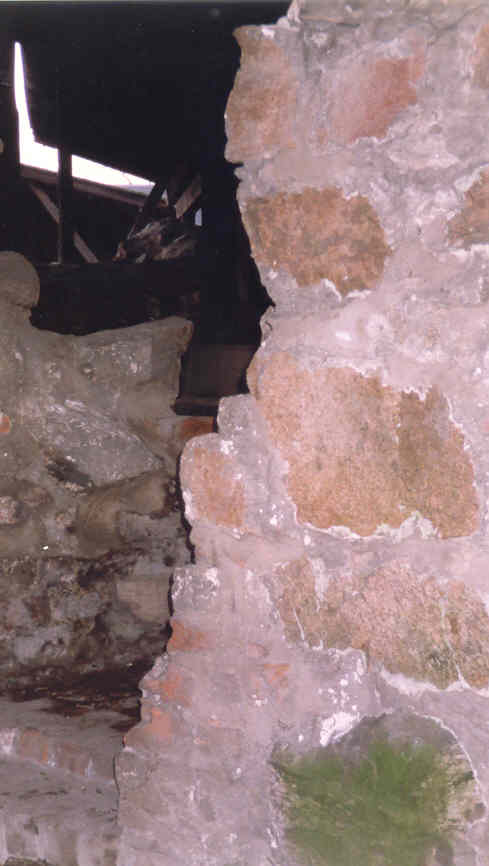
Älvsborg, bild 4.